# Política sobre l'energia nuclear

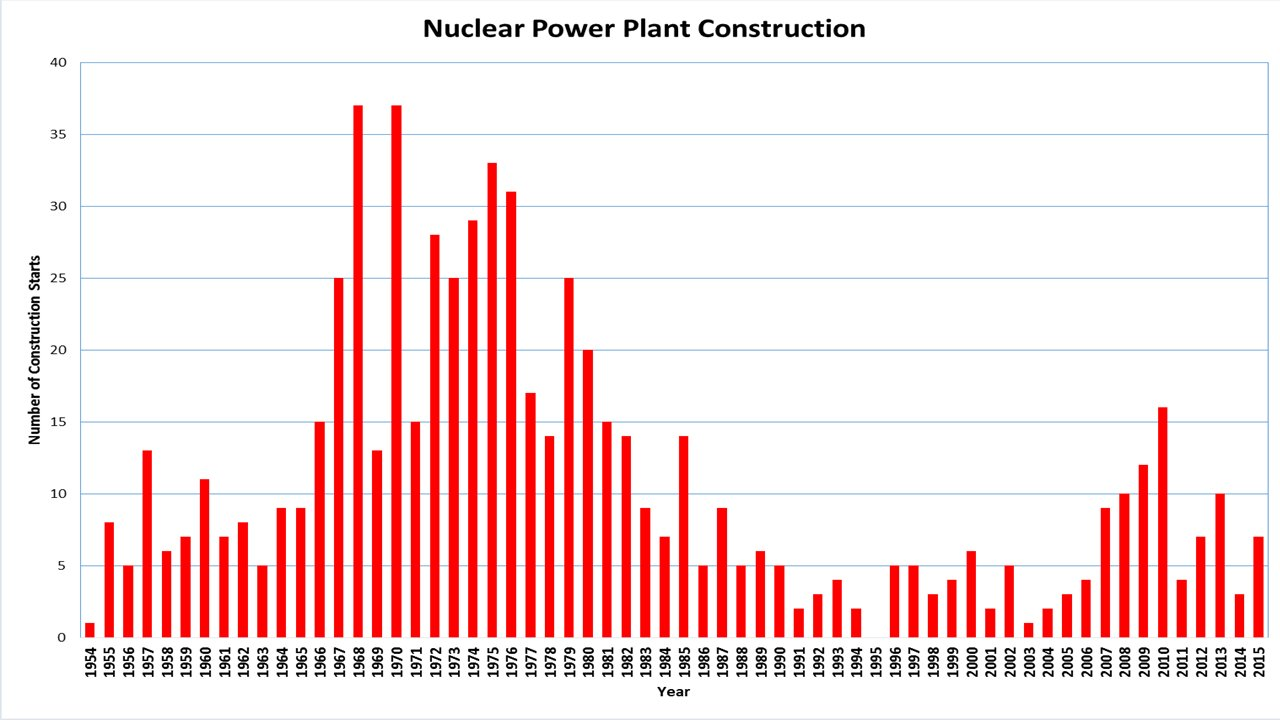
Nombre de construccions de plantes d'energia nuclear per any, des de 1954 fins a 2013. Tingueu en compte l'augment de les noves construccions en l'interval 2007-2010, abans d'un descens després de l'accident nuclear de Fukushima I (2011)

La política sobre l'energia nuclear és una política nacional i internacional en relació amb alguns o tots els aspectes de l'energia nuclear, com la mineria per al combustible nuclear, extracció i processament de combustible nuclear a partir del mineral, la generació d'electricitat mitjançant l'energia nuclear, l'enriquiment i l'emmagatzematge de combustible nuclear gastat i el reprocessament del combustible nuclear.
Les polítiques d'energia nuclear sovint inclouen la regulació de l'ús de l'energia i de les normes relatives al cicle del combustible nuclear. Altres mesures inclouen normes d'eficiència, les normes de seguretat, normes d'emissió, les polítiques fiscals i la legislació sobre el comerç de l'energia, el transport dels residus nuclears i materials contaminats, així com el seu emmagatzematge. Els governs poden subsidiar l'energia nuclear i organitzar els tractats internacionals i els acords comercials sobre la importació i exportació de tecnologia nuclear, l'electricitat, els residus nuclears i l'urani.
Des d'aproximadament 2001, el terme de renaixement nuclear s'ha utilitzat per referir-se a una possible reactivació de la indústria d'energia nuclear, però la generació d'electricitat d'origen nuclear el 2012 es trobava en el seu nivell més baix des de 1999.
Després de l'accident nuclear de Fukushima I, la Xina, Alemanya, Suïssa, Israel, Malàisia, Tailàndia, Regne Unit i Filipines estan revisant els seus programes d'energia nuclear. Tot i així, Indonèsia i Vietnam encara planegen construir centrals nuclears. Trenta-un països posseeixen centrals nuclears, i hi ha un nombre considerable de nous reactors en construcció a la Xina, Corea del Sud, Índia, i Rússia. El juny de 2011, països com Austràlia, Àustria, Dinamarca, Grècia, Irlanda, Letònia, Liechtenstein, Luxemburg, Malta, Portugal, Israel, Malàisia, Nova Zelanda i Noruega no tenen centrals nuclears i s'oposen a l'energia nuclear.
Atès que l'energia nuclear i les tecnologies d'armes nuclears estan estretament relacionades, les aspiracions militars poden actuar com un factor en les decisions de política energètica. La por a la proliferació nuclear influeix en algunes polítiques d'energia nuclear internacional.